# Rebelión de Tomóchic
La Rebelión de Tomóchic fue un conflicto entre 1891 y 1892 en un poblado de la Sierra Madre Occidental. Los pobladores, mayormente mestizos, inconformes con los abusos de los caciques locales y la pérdida de autonomía frente al proyecto centralista del porfiriato, declararon su autonomía el 1 de diciembre de 1891. Los enfrentamientos con el ejército, que buscaba restablecer el orden, terminaron con el exterminio del pueblo. A pesar de haberse detonado por una cuestión religiosa, el escenario político de 1892, año en que se llevaron a cabo las elecciones gubernamentales, fue decisivo para el resultado del levantamiento. Chihuahua fue la cuna de diversos movimientos precursores de la Revolución Mexicana, dentro los cuales cabe destacar la Rebelión de Tomóchic.

## Causas

### Conflictos con caciques locales
Los poblados de la Sierra Tarahumara gozaron de mucha autonomía con respecto al gobierno federal por el aislamiento geográfico de esas localidades y los constantes enfrentamientos con los apaches que obligaban a los habitantes a organizarse en milicias cívicas para defenderse. Con el fin de la guerras apaches, la cohesión social en la región se debilitó. La imposición de autoridades impulsada durante el porfiriato afectó al municipio de Tomochi al nombrar a Juan Ignacio Chávez, procedente de Hidalgo del Parral como presidente seccional, a pesar de que tradicionalmente el cargo lo ocupaban hombres pertenecientes a la cabecera municipal. Las repercusiones fueron inmediatas porque éste sólo protegió los intereses del cacique regional, Joaquín Chávez, y del cacique local, Reyes Domínguez.
Los tomochitecos tuvieron varias fricciones con ellos por cuestiones de terrenos y por daños que causaban los animales de lo caciques en los sembrados y que se negaban a pagar. Además, cuando su labor agrícola lo permitía, preferían buscar trabajo en los minerales del Distrito Rayón en vez de emplearse con Reyes Domínguez o Joaquín Chávez por las condiciones brutales que ofrecían. Estos últimos los calificaron de "vagos perniciosos". Gracias a su influencia con el Jefe Político de Ciudad Guerrero, se tomó por cierta esta acusación y se amenazó a los tomochitecos con consignarlos al servicio forzoso del Ejército.
El 28 de enero de 1891, se asaltó en Puerto de las Manzanillas una conducta destinada a pagar los salarios de los trabajadores de la Compañía Minera de Pinos Altos. Los asaltantes fueron posteriormente capturados y se les aplicó la ley fuga. A pesar de que ninguno era de Tomochi, Joaquín Chávez decidió eludir el paso por el pueblo. Esto causó que se acentuarán significativamente las tensiones con los caciques porque por un lado, se dudó del honor de hombres que siempre se mostraron orgullosos de defender la región de los apaches como "agentes civilizadores" y, por otro, se privó a los habitantes de una de sus fuentes de ingreso en tiempos de miseria pues el paso de la conducta permitía el intercambio de bienes.
El 25 de noviembre de 1891, las fuerzas de Seguridad Pública sitiaron y catearon la casa de Jorge Domínguez, quien había participado en las quejas por motivo del paso de la conducta por el pueblo. Los tomochitecos interpretaron esto como el cumplimiento de la amenaza de consignarlos al servicio forzoso del Ejército. Se organizaron y el 30 de noviembre se dirigieron a la casa del presidente seccional quien no les abrió. Fue hasta el día siguiente cuando Cruz Chávez, que los encabezaba, manifestó que querían independizarse de toda autoridad que no dimanara de la Virgen.

### Búsqueda de la libertad de creencias
Los tomochitecos buscaban la libertad de expresión y libertad de creencias, en sus reuniones mencionaban que tenían derecho a creer en lo que ellos quisieran. En su búsqueda de creencias, conocieron personas a las que se les denominaba "santos", quienes se les atribuían habilidades milagrosas y la capacidad de comunicarse con Dios directamente, la videncia, sanaciones, entre otras. El pueblo de Tomochi se oponia a la Iglesia católica ya se les había impuesto esta religión, y ellos lo que buscaban era la libertad de culto y libertad de expresión. Un medio para combatir la divulgación de prácticas religiosas alternativas y diferentes al catolicismo era por medio de las prédicas sacerdotales en la Sierra Tarahumara. La iglesia buscó ayuda del gobierno, argumentando que este pueblo se estaba rebelando. Los tomochitecos buscaban libertad de expresión y libertad de creencias religiosas, esto disgustaba al presidente Porfirio Diaz que solicitaba constantemente control al cacique Reyes Dominguez. Hubo varias discusiones y enfrentamientos en contra de los tomochitecos a causa de esta razón. El pueblo de Tomochi era oprimido por la presencia del clero y del gobierno, quienes de manera agresiva les presionaban constantemente. El clero y del gobierno buscaron mantener el control de este pueblo de Tomochi, pero ellos se les estaban rebelando ante la búsqueda de la libertad y justicia. Fue entonces cuando el gobierno intentó sofocar de una vez por todas esta rebelión, buscando ganarles ventaja mandando a un número de 800 soldaddos para atacar a un poblado de 120 hombres, mujeres y niños aproximadamente.
Los tomochitecos eran seguidores de la Santa de Cabora, una joven "sanadora y vidente" sonorense de nombre Teresa Urrea. Manuel Castelo, un sacerdote que esporádicamente visitaba Tomochi, predicó un discurso en el que satanizaba a Teresa Urrea. En ese momento, los habitantes del pueblo se mostraron ofendidos por el discurso del cura, y aprovecharon el momento para expresar disgusto por que estaban siendo oprimidos por el clero y le acusaron también de explotarlos económicamente. El sacerdote se molestó y los excomulgó por no estar de acuerdo con la iglesia católica, los tomochitecos respondieron expulsándolo del  templo que ellos mismos habían construido. Manuel Castelo informó a las autoridades regionales, declarandolo como un fuerte conflicto, argumentando que tuvo que huir de y la llamó "persecución religiosa", no mencionó la problemática socioeconómica y la represión que vivía el pueblo de Tomochi. Pero este informe fue suficiente para que las autoridades pusieran su atención en los pobladores, contribuyó a que se calificara la rebelión de Tomochi exclusivamente como un movimiento de "fanatismo salvaje" y a partir de este argumento el gobierno mando a sus tropas a terminar de una vez por todas con esta situación.

### Elecciones gubernamentales de 1892
En 1892, por ser año de elecciones estatales, se intensificó la pugna entre los dos grupos económica y políticamente más poderosos del estado. El primer grupo, conocido como los terracistas, era encabezado por Luis Terrazas, uno de los más grandes terratenientes del país. Porfirio Díaz, en un intento de someter a Chihuahua a la autoridad central, nombró al general Carlos Pacheco como gobernador. Éste se unió a modestos terratenientes del valle de Guerrero para contrarrestar la influencia de Terrazas en el gobierno. El presidente Lauro Carrillo, que intentaba reelegirse, pertenecía al grupo guerrerista  (también conocido como pachequista). Los terracistas aprovecharon la rebelión de Tomochi para desprestigiarlo y poder recuperar la gobernatura. Con este fin, utilizaron la prensa para propagar noticias exageradas de los hechos. Por otra parte, Lauro Carrillo no corroboró los informes antes de informar al presidente Díaz. Todo esto determinó la actitud de extrema violencia que adoptó el gobierno frente a los tomochitecos

## Conflicto

### Primer enfrentamiento: 7 de diciembre de 1891
El 7 de diciembre de 1891, el jefe del partido político del distrito, Silvano Gónzalez, con cuarenta y cinco hombres a cargo del capitán Francisco Castro, se aproximó a Tomochi para intentar restablecer el orden. Una ceremonia en la que Cruz Chávez bendecía las armas de los tomochitecos se desarrollaba en el pueblo en ese momento. El ejército la interpretó como una preparación de guerra por lo que ordenó atacar. La batalla terminó con la retirada de los tomochitecos a la sierra dónde el ejército no podía perseguirlos por desconocer el terreno. En el pueblo, sólo quedaron mujeres y niños.

### Derrota del Ejército: 2 de septiembre de 1892
Luego de la derrota, los tomochitecos se dirigieron a Sonora para visitar a Teresa Urrea, la Santa de Cabora, pero al no encontrarla en su hacienda emprendieron el viaje de regreso a su pueblo. A pesar de enfrentarse a las fuerzas de gobierno en algunas ocasiones durante el trayecto, éstas no les impidieron su regreso al pueblo en agosto de 1892. Permanecieron ahí sin enfrentarse a nadie hasta septiembre, mes en que el ejército federal volvió a atacar. Ochocientos hombres a cargo del general José María Rangel se enfrentaron a los tomochitecos que formaban un grupo de cuarenta. Algunos de los soldados eran voluntarios a cargo de Santana Pérez. Cuando inició el combate, éstos dispararon a las fuerzas del ejército y después desaparecieron. Los tomochitecos mostraron su superioridad táctica, resultado de su experiencia enfrentándose a los apaches,  y para mediodía ya habían derrotado completamente al ejército.

### Holocausto: octubre de 1892
Luego de la derrota del general Rangel se nombró en su lugar al general Felipe Cruz cuya expedición, a causa de su alcoholismo, nunca llegó a Tomochi, aunque éste informó a sus superiores de la derrota absoluta de los serranos. Cuando la Secretaría de Guerra y Marina descubrió lo sucedido, lo destituyó y envió al general de división Rosendo Márquez. Ochocientos hombres bien armados comenzaron el asedio a Tomochi el 20 de octubre de 1892. A los tomochitecos se les unieron algunos hombres de los alrededores también inconformes con la situación socioeconómica de la región para formar un total de poco menos de cien hombres. El enfrentamiento duró diez días. A causa de la superioridad numérica y de armamento, el ejército ganó terreno frente a los tomochitecos y los devastó. La mayoría de las mujeres y los niños se ocultaron en la Iglesia y también plantaron frente a la batalla armados defendiéndose con valentía de esta tremenda agresión, mientras los hombres se refugiaban en un cuartel,  plantando cara a este enfrentamiento. Lucharon hombres, mujeres y niños tomochitecos contra un gobierno opresor que les superaba por mucho y de manera aventajada en número. El 26 de octubre los soldados llegaron hasta el templo e incendiaron la puerta principal, a pesar de que mujeres y niños seguían ahí refugiándose. Y por lo tanto, quienes estaban dentro intentaron salir por la única ventana pero casi todos los que lo lograron fueron alcanzados por las balas antes de llegar al cuartel. Fue una masacre total al pueblo Tomochiteco. El día 29 del mismo mes, el ejército tomó el cuartel. De los combatientes, ya sólo quedaban doce heridos, entre ellos Cruz Chávez. Todos fueron fusilados inmediatamente, todo a causa de una rebelión que buscaba la libre expresión de los pobladores, libre elección de creencias religiosas, una mejora y justicia para su situación socioeconomica. Los únicos sobrevivientes de Tomochi fueron cuarenta y un mujeres y setenta y tres niños. No quedó más del pueblo que en el censo de 1890 registró un total de doscientos setenta y nueve habitantes.

## Controversia
Puesto que los hechos que tuvieron lugar dentro de Tomochi en 1892 han sido exagerados y tergiversados para fines políticos y económicos. Por lo tanto las fuentes oficiales han calificado la rebelión como "un acto de fanatismo religioso" para descalificar las reclamaciones socioeconómicas, de libre expresión y búsqueda de libretad de creencias. Lo que es verdad es que los tomochitecos enfrentaron con valentía esta dura persecución hasta su fin. Fue un pueblo oprimido por el gobierno de Porfirio Diaz, y por ello es una de las notables batallas que precedieron a la revolución mexicana. Se recomienda la lectura del 
libro de Placido Chavez Calderon "La defensa de Tomochi, narrando la historia desde su valioso conocimiento, ya que fue sobrino del mismo Cruz Chavez, quien fuera el hombre que tomó el liderazgo para defender a su pueblo. 